# Nikolaj Kruglov
Nikolaj Konstantinovič Kruglov (rusky: Никола́й Константи́нович Кругло́в; * 31. ledna 1950) je bývalý ruský biatlonista, který reprezentoval Sovětský svaz. Je držitelem dvou olympijských medailí, obě jsou zlaté a obě z olympijských her v Innsbrucku, které se konaly roku 1976. Jedna je individuální, z vytrvalostního závodu (20 km), a druhá kolektivní, ze štafety. Má též tři tituly mistra světa, jeden individuální, z roku 1975, kdy na světovém šampionátu triumfoval ve sprintu (10 km). Zbylé dva jsou ze štafet (1974, 1977). Jeho syn Nikolaj Kruglov se stal rovněž biatlonistou a ruským reprezentantem. Pro to, aby pomohl rozjet kariéru svého syna, prodal Nikolaj Kruglov svou olympijskou medaili za 5000 dolarů.